# آرنه نيبرغ
آرنه نيبرغ (بالسويدية: Arne Nyberg)‏ (مواليد 20 يونيو 1913) هو لاعب كرة قدم. يلعب مع منتخب السويد لكرة القدم. سبق له أن لعب في كأس العالم لكرة القدم مع منتخب بلاده.

## الروابط الخارجية
- آرنه نيبرغ على موقع الاتحاد الدولي (مؤرشف)  (الإنجليزية)
- آرنه نيبرغ على موقع اتحاد السويد (السويدية)
- آرنه نيبرغ على موقع قاعدة بيانات كرة القدم.إي يو (الإنجليزية)
- آرنه نيبرغ على موقع ناشيونال فوتبول تيمز (الإنجليزية)
- آرنه نيبرغ على موقع عالم كرة القدم.نت (الإنجليزية)